# Carlota da Prússia (1860–1919)
Vitória Isabel Augusta Carlota da Prússia (em alemão: Viktoria Elisabeth Augusta Charlotte von Preußen; Potsdam, 24 de julho de 1860 – Baden-Baden, 1 de outubro de 1919) foi a duquesa-consorte de Saxe-Meiningen de 1914 até o fim da Primeira Guerra Mundial em 1918 como esposa do duque Bernardo III. Era a segunda filha, primeira menina, do imperador Frederico III da Alemanha e sua esposa Vitória, Princesa Real, sendo assim a neta mais velha da rainha Vitória do Reino Unido do seu consorte, o príncipe Alberto.
A princesa Carlota era uma criança difícil e estudante indiferente, com uma personalidade nervosa. A relação com a sua mãe exigente era difícil. À medida que foi crescendo, Carlota desenvolveu um gosto especial por espalhar rumores e causar problemas. Ansiosa por fugir ao controlo dos pais, em 1878, com dezasseis anos de idade, casou-se com o príncipe Bernardo de Saxe-Meiningen. A personalidade fraca do marido teve pouco efeito nela. Conhecida pelos rumores que espalhava e pela sua personalidade excêntrica, a princesa Carlota gostava de frequentar a sociedade de Berlim, deixando muitas vezes a sua única filha, a princesa Teodora, sozinha ao cuidado de membros da família. Posteriormente, também Carlota e Teodora tiveram uma relação difícil.
O irmão de Carlota sucedeu ao pai deles como imperador Guilherme II em 1888, aumentando a sua influência social. Ao longo do reinado do irmão, Carlota ficou conhecida por causar problemas e passou a sua vida a sofrer ataques de doença frequentes, e a viver uma vida frívola e extravagante. Tornou-se duquesa de Saxe-Meiningen em 1914, mas o seu marido acabaria por perder o título apenas alguns anos depois, em 1918, quando a Alemanha saiu derrotada da Primeira Guerra Mundial. Carlota acabaria por morrer no ano seguinte, de ataque cardíaco, em Baden-Baden. Padeceu de uma saúde fraca durante toda a sua vida. Actualmente, muitos historiadores acreditam que sofria de porfiria, uma doença genética que também afectava outros membros da família real britânica.

## Primeiros anos

### Nascimento e família

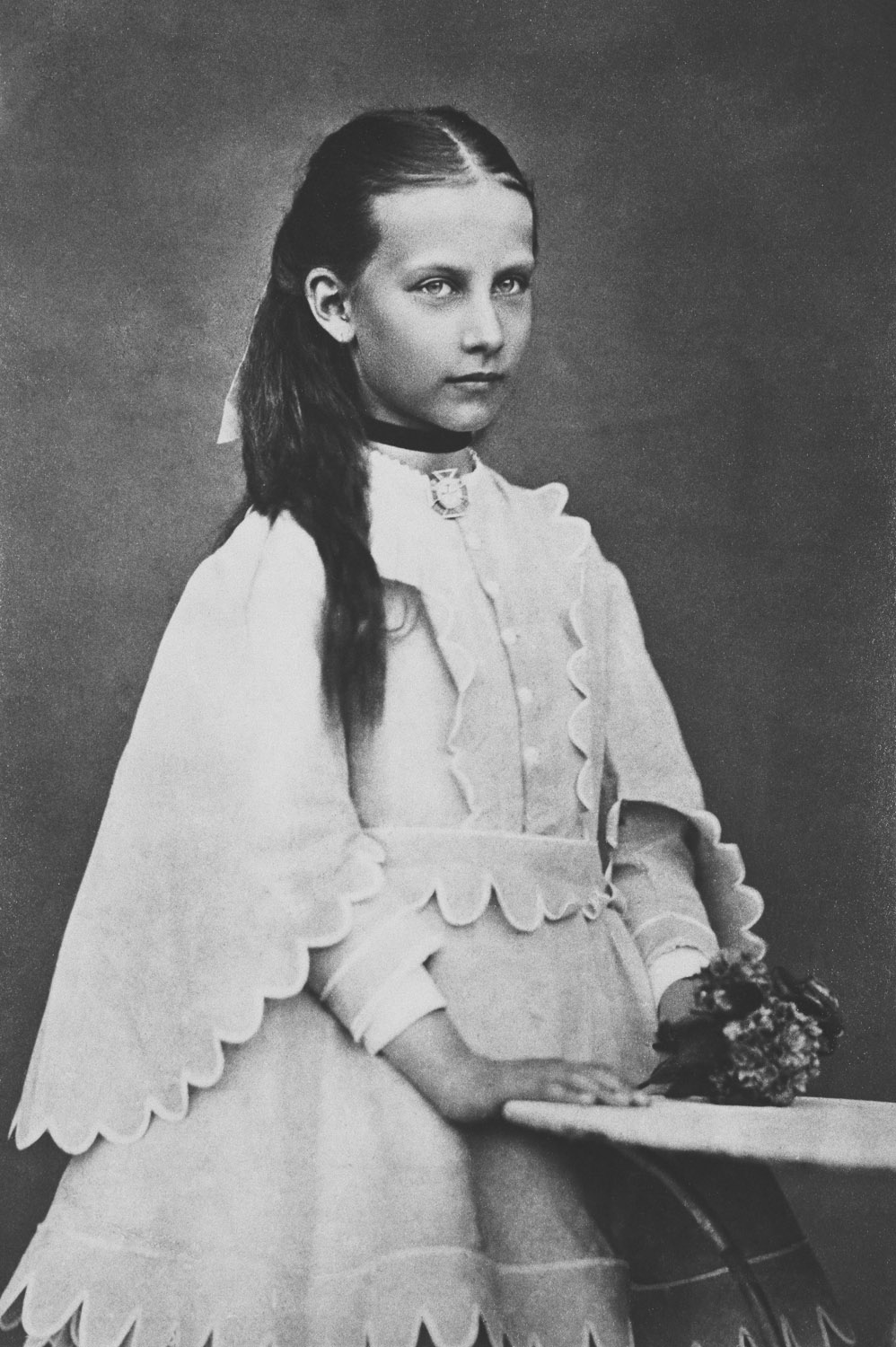
Carlota quando criança.

A princesa Vitória Isabel Augusta Carlota nasceu a 24 de julho de 1860 no Neues Palais em Potsdam. Era a filha mais velha e segunda criança a nascer do casamento entre o príncipe Frederico da Prússia e a sua esposa Vitória, princesa real do Reino Unido, conhecida como Vicky na família. Nascida de um parto fácil, Carlota foi uma bebé saudável que nasceu dezanove meses após o nascimento difícil do seu irmão mais velho, o príncipe Guilherme. A sua avó, a rainha Vitória, queria que a sua neta mais velha recebesse o seu nome, no entanto, os prussianos queriam que a nova princesa se chamasse Carlota, em honra da imperatriz Alexandra Feodorovna da Rússia, que tinha nascido princesa Carlota da Prússia. Para agradar a todos, ficou decidido que o seu primeiro nome seria Vitória, no entanto, em família, seria sempre chamada de Carlota. Um dos seus outros nomes, Augusta, foi dado em honra da sua avó paterna, a rainha Augusta da Prússia.
A família paterna de Carlota pertencia à Casa de Hohenzollern, uma casa real que governava o Reino da Prússia desde o século XVII. No final do seu primeiro ano de vida, o seu pai tinha-se tornado príncipe-herdeiro, uma vez que o seu avô subiu ao trono da Prússia como rei Guilherme I. A mãe de Carlota, Vicky, era filha mais velha da rainha Vitória do Reino Unido e do seu marido, o príncipe Alberto. Carlota e o seu irmão, Guilherme, foram os únicos netos que nasceram quando Alberto era ainda vivo. Os monarcas do Reino Unido visitaram a sua filha e netos quando Carlota tinha dois meses de idade, enquanto que Vicky e Frederico os levaram a visitar os avós na Inglaterra em junho de 1861, seis meses antes da morte do príncipe Alberto.

### Crescimento e educação
A família, que estava sempre a crescer e acabou por ser composta por oito irmãos, passava os seus invernos em Berlim e os verões em Potsdam. Normalmente, o ano também incluía uma estadia no campo, da qual as crianças gostavam muito. Em 1863, Vicky e Frederico compraram uma pequena propriedade e transformaram-na numa quinta, onde a família podia, ocasionalmente, viver uma vida simples no campo. Frederico era um marido carinhoso, mas também oficial no exército prussiano, o que o levava muitas vezes para longe de casa e da família. Vicky era uma mãe intelectual e exigente, que esperava que os seus filhos mostrassem uma personalidade de liderança moral e política, e, quando o marido estava ausente, era ela que supervisionava a educação e criação dos filhos. Pouco depois de chegar ao seu novo país, Vicky esteve no centro de várias discussões e intrigas com a família real prussiana. Estes confrontos fizeram com que acreditasse cada vez mais firmemente na superioridade da cultura inglesa e, por isso, educou os seus filhos em berçários de estilo inglês, e promoveu com sucesso o carinho pelo seu país natal, incorporando aspectos da cultura inglesa em sua casa e levando os filhos em várias viagens a Inglaterra.

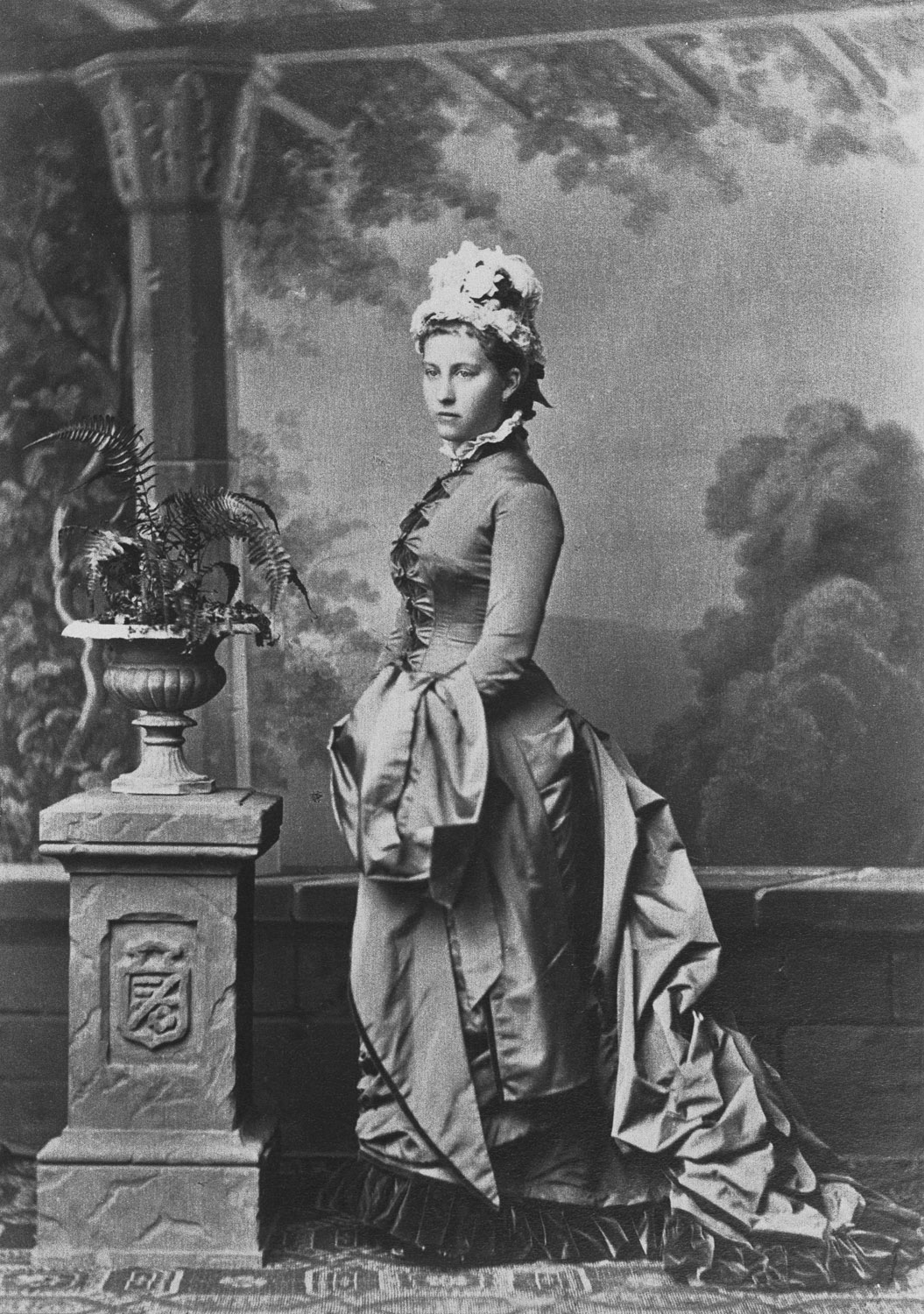
A princesa Carlota da Prússia.

Embora Vicky tivesse uma relação próxima com a sua filha mais velha nos primeiros tempos, esta foi-se alterando à medida que Carlota foi crescendo. Quando tinha dois anos de idade, a princesa era a "pequena e marota Ditta", e acabaria por se tornar na mais complicada dos oito irmãos. Quando era criança, tinha um comportamento nervoso e mostrava sinais de agitação como, por exemplo, puxar as roupas das pessoas. Desenvolveu cedo o hábito de roer as unhas, o que levou a sua mãe a obrigá-la a andar sempre de luvas. No entanto, as medidas que a mãe tomava mostravam resultar apenas temporariamente. A rainha Vitória escreveu à filha: "diz à Carlota que fiquei horrorizada quando soube que ela andava a morder coisas. A avó não gosta de meninas mal-comportadas". Em 1863, a princesa-herdeira registou no seu diário que "a mente da Carlota parece ser demasiado activa para o corpo. Ela passa de nervosa a sensível muito depressa. Não dorme tão tranquilamente como devia e está tão magra". Carlota fazia birras violentas que desagradavam à mãe. Vicky descreveu-as como "ataques de raiva e teimosia tão violentos que ela grita até ficar azul". A menina também era também muito magra e tinha problemas digestivos.
Carlota era uma estudante indiferente, o que transtornava a sua mãe que dava grande importância à educação. A sua governanta declarou que nunca tinha tido "tanta dificuldade" com ninguém como com ela, enquanto que Vicky escreveu numa carta dirigida à mãe referindo-se a Carlota: "a estupidez não é nenhum pecado, mas faz com que a educação seja uma tarefa complicada e difícil". A princesa-herdeira raramente escondia as suas opiniões das pessoas que a desagradavam e criticava abertamente os filhos para os encorajar a esforçarem-se e para lhes retirar qualquer vestígio de vaidade. A rainha Vitória, pediu-lhe para ter uma atitude mais encorajadora e menos reprovadora relativamente a Carlota e era da opinião que Vicky não deveria esperar que a sua filha tivesse os mesmos gostos que ela. O biografo Jerrold M. Packard acha provável que "esta jovem bonita, mas nervosa deve ter sentido a desilusão da mãe desde muito cedo", o que aumentou a separação entre elas.
Com o passar do tempo, criou-se uma zanga entre os três filhos mais velhos e os três mais novos da família. A morte de dois dos irmãos mais novos de Carlota (Segismundo em 1866 e Valdemar em 1879), devastou a princesa-herdeira. O historiador John C. G. Röhl especula que os três filhos mais velhos de Vicky "nunca conseguiram corresponder às expectativas da vida idealizada dos dois príncipes falecidos". A forma severa como Vicky criou os seus três filhos mais velhos (Guilherme, Carlota e Henrique) não foi aplicada na sua relação com as três mais novas (Vitória, Sofia e Margarida). Os filhos mais velhos, sentindo que nunca poderiam satisfazer a desilusão da mãe, começaram a ressentir a forma mais branda como Vicky tratava os seus irmãos mais novos. O historiador John Van der Kiste especula que, se Vicky tivesse mostrado o mesmo nível de aceitação a Carlota que mostrou às suas filhas mais novas, "a relação entre elas poderia ter sido feliz".
No entanto, os avós paternos de Carlota gostavam muito dela e conviviam muito com a neta. O rei Guilherme e a rainha Augusta mimavam a neta e encorajaram-na a revoltar-se contra os pais, o que a levou muita vezes a, juntamente com o irmão Guilherme, ficar do lado dos avós quando eles se desentendiam. Esta revolta foi também encorajada pelo chanceler da Alemanha, Otto von Bismark, que tinha desentendimentos políticos com os príncipes-herdeiros que tinham uma visão mais liberal. Carlota tinha também uma relação próxima com o seu irmão mais velho, embora os dois se tenham afastado quando ele se casou em 1881 com a princesa Augusta Vitória de Schleswig-Holstein (Donna), uma princesa que Carlota descrevia como feia, sem vontade própria e tímida. Por causa desta opinião, a relação entre Carlota e Guilherme tornou-se problemática.

## Noivado e casamento

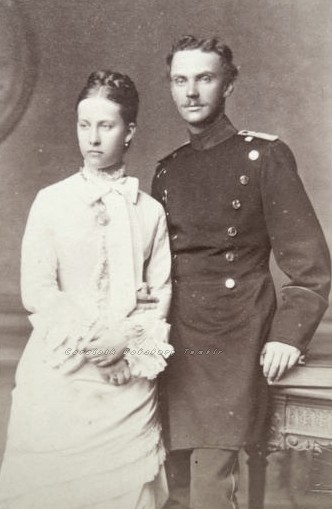
Carlota da Prússia com o seu marido, Bernardo de Saxe-Meiningen.

Quando fez catorze anos de idade, Vicky descreveu Carlota como parecendo muito mais nova do que a idade, escrevendo: "Em tudo - saúde, aspecto e inteligência - a Carlota parece uma criança de dez anos!". A princesa tinha pernas curtas, juntamente com uma cintura e braços compridos, que faziam com que parecesse alta quando estava sentada, mas baixa quando estava de pé. Também não era particularmente bonita. Sofreu problemas de saúde graves durante grande parte da vida adulta e estava quase sempre num estado mental de agitação e entusiasmo exacerbado que confundia os médicos. Entre os seus muitos problemas de saúde contavam-se reumatismo, dores nas articulações, dores de cabeça e insónia.
À medida que foi crescendo, o comportamento de Carlota começou também a incluir tentativas de sedução, espalhar rumores maliciosos e causar problemas, características que a sua mãe já tinha reparado quando ela era mais nova que tinha esperado desaparecerem à medida que ela fosse crescendo. Vicky descreveu-a como "uma gatinha manipuladora que se pode tornar extremamente carinhosa quando quer alguma coisa. Era da opinião que o "exterior bonito da filha escondia "traços de personalidade perigosos" e culpava a natureza por ter introduzido estas características na sua filha.
Em abril de 1877, quando tinha dezasseis anos de idade, Carlota ficou noiva do seu primo em segundo grau, o príncipe Bernardo de Saxe-Meiningen, herdeiro do ducado alemão de Saxe-Meiningen. Segundo uma história contado pela biografa de Vicky, Hannah Pakula, Carlota apaixonou-se pelo príncipe quando os dois estavam a passear de carruagem com o irmão mais velho dela. A certa altura, Guilherme começou a acelerar, o que assustou Carlota e a levou a agarrar-se ao braço de Bernardo. Pakula acrescenta que esta paixão repentina mas temporária parece corresponder à personalidade "alternável" de Carlota. Van der Kiste é da opinião de que a decisão de Carlota de se casar com Bernardo também surgiu do seu desejo de se tornar independente dos seus pais e, acima de tudo, de se livrar das críticas da mãe.
O príncipe Bernardo, oficial do exército a prestar serviço militar no regimento de Potsdam, era nove anos mais velho do que Carlota e veterano da Guerra Franco-Prussiana. Apesar de ser considerado fraco, tinha muitos interesses intelectuais, principalmente na área da arqueologia. Carlota não partilhava tais interesses, mas Vicky esperava que o passar do tempo e o casamento conseguissem orientar a filha, para que "pelo menos as qualidades más dela não causem danos". O noivado durou quase um ano, enquanto Vicky preparava o enxoval da filha. Os dois casaram-se em Berlim, a 18 de Fevereiro de 1878, numa cerimónia dupla que também inclui o casamento da princesa Isabel Ana da Prússia com o príncipe Frederico Augusto de Oldemburgo. Os tios maternos de Carlota, o príncipe de Gales e o duque de Connaught e Strathearn, estiveram presentes no casamento, assim como o rei Leopoldo II e a rainha Maria Henriqueta da Bélgica.
O novo casal passou a viver perto do Neues Palais, numa pequena villa que tinha pertencido anteriormente a Auguste von Harrach, a esposa morganática do rei Frederico Guilherme III da Prússia. Também compraram uma villa em Cannes, uma decisão que enfureceu Guilherme, uma vez que este considerava a França um país inimigo. Eventualmente, Carlota começou a passar grande parte dos invernos na cidade francesa, na esperança que o clima mais ameno a ajudasse a aliviar os seus problemas de saúde crónicos.

### Nascimento de Teodora

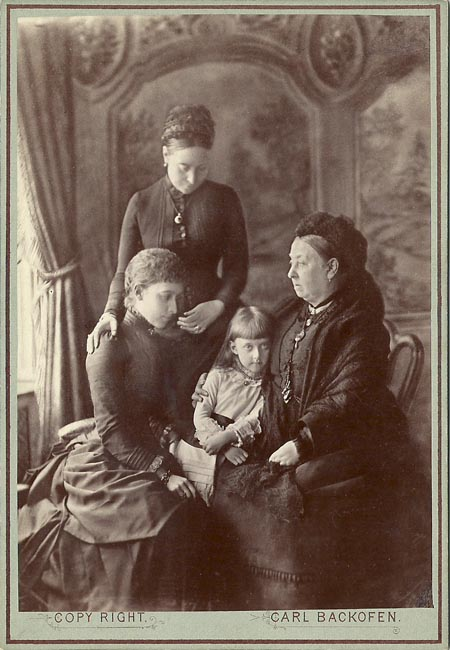
Carlota (sentada, esq.) com a sua mãe, a princesa-herdeira Vitória, a filha Teodora e a rainha Vitória do Reino Unido.

Dois anos depois do casamento, Carlota deu à luz uma filha, a princesa Teodora, a 12 de Maio de 1879. A nova princesa foi a primeira neta dos príncipes-herdeiros da Alemanha, assim como a primeira bisneta da rainha Vitória. Carlota detestou as limitações que tinha tido enquanto esteve grávida e decidiu que não queria ter mais filhos, o que transtornou a sua mãe. Após o nascimento de Teodora, Carlota dedicou todo o seu tempo à vida social de Berlim e em longas viagens de férias. Durante essas viagens, Carlota costumava deixar a filha com a avó, Vicky, que via como uma espécie de ama de conveniência. Teodora ficava durante longos períodos de tempo em Friedrichshof, a propriedade da sua avó e, em certa ocasião, Vicky registou que Teodora "é uma criança boa e muito mais fácil de lidar do que a mãe".
Nas famílias reais da época, não era muito comum os casais terem apenas um filho e é provável que Teodora tenha tido uma infância solitária. Tal como a mãe, Teodora sofria de doenças e dores físicas, assim como dores de cabeça severas. Teodora também não se interessava pelos estudos, algo pelo qual Vicky culpava a falta de orientação parental, uma vez que Carlota e Bernardo passavam muito tempo afastados. Vicky comentou: "a atmosfera em casa dela não é a melhor para uma criança desta idade (...) tendo a Carlota como exemplo, o que seria de esperar?".

## Vida Adulta
Guilherme I deu a Carlota e Bernardo uma villa perto do Tiergarten em Berlim e transferiu Bernardo para um regimento na cidade. Carlota passava grande parte do tempo a socializar com outras senhoras e as suas principais actividades incluíam fazer skate, partilhar rumores e dar festas. Era admirada pelo seu gosto em moda, uma vez que todas as suas roupas eram importadas de Paris. Carlota também fumava e bebia e muitos gostavam dela por causa das suas festas. Ganhou a reputação de ser uma "mexeriqueira" e muitos achavam que era bruta nas suas opiniões. A princesa era conhecida por se aproximar das pessoas e tornar-se amiga delas só para ganhar a sua confiança e depois partilhar os seus segredos com outras pessoas.
O pai de Carlota subiu ao trono da Alemanha como Frederico III em Março de 1888, mas acabaria por morrer de cancro na garganta em Junho do mesmo ano. Carlota ficou com o seu pai doente durante este período, juntamente com grande parte dos seus irmãos. Quando o seu irmão subiu ao trono como Guilherme II, a influência social de Carlota aumentou em Berlim, onde ela se rodeou de grupos rebeldes da nobreza, diplomatas e jovens oficiais da corte. Embora se tenha conseguido reconciliar gradualmente com a sua mãe durante a doença de Frederico, Carlota ficou do lado de Guilherme quando ele se queixou que deve ter estado presente no Jubileu Dourado da rainha Vitória em vez do seu pai doente. Quando Guilherme subiu ao trono, Carlota e Bernardo ficaram do seu lado durante as suas disputas com Vicky. A imperatriz-viúva, por sua vez, era defendida pelas suas três filhas mais novas. Numa carta escrita durante este período, Vicky descreveu a sua filha mais velha como "muito estranha" e "raramente chega perto de mim", descrevendo também Bernardo como impertinente e mal-educado.

### O escândalo das cartas

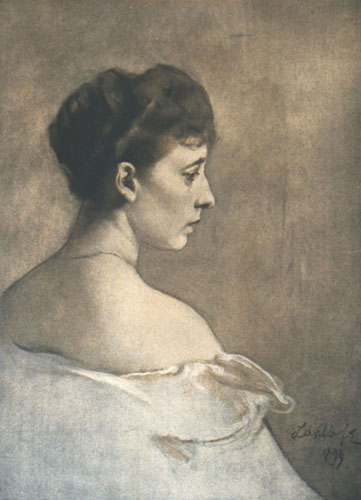
A princesa Carlota da Prússia por Philip de László.

Em inícios de 1891, a sociedade de Berlim entrou em frenesim quando uma série de cartas anónimas começaram a circular por membros proeminentes da corte, incluindo Guilherme e a sua esposa Dona. As cartas estavam todas escritas com a mesma letra e incluíam rumores indecentes, acusações e intrigas sobre as figuras mais poderosas da corte. Algumas das cartas incluíam imagens pornográficas colocadas por cima de fotografias da realeza. Foram enviadas centenas de cartas ao longo de um período de quatro anos. Guilherme ordenou que se fizesse uma investigação, mas o escritor (ou escritores) nunca foi identificado. Alguns contemporâneos especularam que Carlota, conhecida pela sua língua afiada e paixão por rumores, poderia ser a responsável. Desde então, vários historiadores sugeriram que o escritor também poderia ter tido o irmão de Dona, o duque Ernesto Gunther de Schleswig-Holstein, com a ajuda da sua amante. Parece claro que o escritor conhecia intimamente os vários membros da família real, o que leva a crer que fosse alguém da família ou um membro da corte.
Durante o escândalo das cartas, conhecido como caso Kotze, Carlota perdeu o seu diário, que incluía segredos da família e opiniões criticas sobre os seus familiares. Eventualmente, o diário foi entregue a Guilherme, que nunca perdoou a irmã pelo que estava lá escrito. Bernardo foi transferido para um regimento na pequena e tranquila cidade de Breslau, o que constitui, na prática, um exílio para ele e para a esposa. Além disso, Guilherme passou a controlar o rendimento de Carlota, o que limitava a capacidade do casal viajar para fora do país, a não ser que estivessem dispostos a fazê-lo sem honras reais. Em 1896, Dona acusou Carlota de ter um caso amoroso com Karl-August Freiherr Roeder von Diersburg, um oficial da corte. Carlota negou veemente esta acusação. Bernardo defendeu a esposa e criticou a família Hohenzollern por tentar controlar todas as princesas prussianas. Bernardo considerou a hipótese de se demitir da sua posição no exército e partir com a sua esposa para Meiningen, mas a disputa acabou por se resolver sozinha quando von Diersburg regressou à corte com a sua esposa. O escândalo prejudicou gravemente a imagem da monarquia.

### Relação com Teodora
À medida que Teodora foi crescendo, foram considerados vários pretendentes para se casarem com ela. Um deles foi o príncipe Petar Karađorđević, que se encontrava no exílio e era trinta-e-seis anos mais velho do que ela, mas o seu pedido foi recusado. Outro possível candidato foi o seu primo Alfredo, Príncipe-Hereditário de Saxe-Coburgo-Gota. Em finais de 1897, Teodora ficou noiva do príncipe Henrique XXX de Reuss, com quem se casou no ano seguinte, a 24 de Setembro de 1898, numa cerimónia luterana que se realizou em Breslau. O noivo era quinze anos mais velho do que a noiva e capitão num regimento de Brunswick, mas não era rico nem tinha uma posição particularmente relevante. Muitos membros da família ficaram chocados com o casamento, mas pelo menos a imperatriz-viúva ficou satisfeita por ver que, pelo menos aparentemente, a sua neta estava feliz com o casamento.
À medida que o seu marido ia aceitando vários cargos militares, Teodora foi viajando por toda a Alemanha. No entanto, o casamento não melhorou a relação entre mãe e filha. Depois de visitar o casal em 1899, Carlota escreveu que Teodora era "incompreensível" e que "afasta-se sempre que tento influenciá-la, perguntar-lhe sobre ela e sobre a saúde dela". Carlota também não gostava do seu genro, criticando o seu aspecto e a sua incapacidade de controlar a sua esposa que tinha uma personalidade forte. Ao contrário da mãe, Teodora queria ter filhos e o facto de não conseguir deixou-a desiludida, apesar de ser uma fonte de satisfação para Carlota, que não queria ter netos.
Van der Kiste escreve que Carlota e Teodora tinham personalidades muito parecidas, "eram ambas criaturas de personalidade forte, que adoravam mexericos e estavam demasiado preparadas para pensar o pior uma da outra". Eventualmente, a sua relação deteriorou-se ao ponto de Carlota proibir a entrada da filha e de Henrique em sua casa. Carlota recusou-se a acreditar a ideia de que a sua filha pudesse sofrer de malária, preferindo acreditar que tinha contraído uma doença venérea de Henrique, uma opinião que deixou Teodora furiosa. Com o passar dos anos, vários membros da família tentaram reparar a relação entre mãe e filha, mas sem sucesso. Carlota não escreveu cartas a Teodora durante quase uma década e apenas o voltou a fazer quando Teodora foi submetida a uma operação perigosa para tentar engravidar. Carlota ficou indignada por esse tipo de operação ter sido autorizada, mas acabaria por visitar a filha no sanatório quando ela lhe pediu para o fazer.

### Duquesa de Saxe-Meiningen e morte

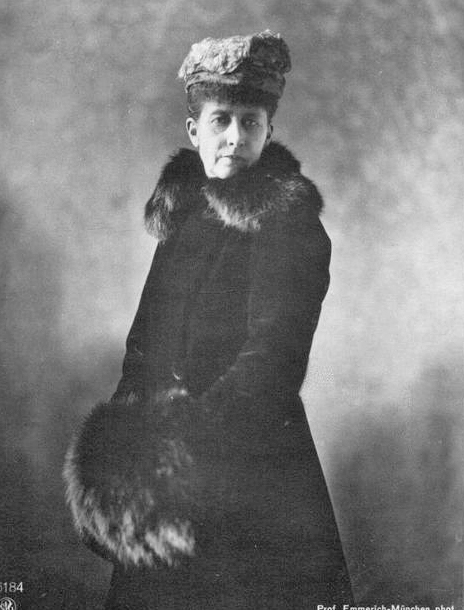
Carlota nos seus últimos anos de vida.

Em Junho de 1911, Carlota esteve presente na coroação do seu primo Jorge V em Inglaterra, mas o calor do verão acabou por deixá-la de cama com a cara inchada e dores nos membros inferiores. A 25 de Junho de 1914, o seu marido herdou o ducado do pai e tornou Bernardo III, Duque de Saxe-Meiningen. A Primeira Guerra Mundial rebentou a 28 de Julho. Bernardo partiu para a frente de batalha enquanto que Carlota ficou a controlar o ducado, como principal figura do governo. Durante a guerra, a saúde de Carlota continuou a deteriorar-se cada vez mais, levando-a a sofrer de dor crónica, pernas inchadas e problemas renais. O nível da dor tornou-se de tal forma insuportável que ela começou a tomar ópio como única forma de tratamento.
O final da guerra em 1918 levou à queda do Império Alemão, assim como de todos os seus ducados. Consequentemente, Bernardo foi obrigado a abdicar do governo de Saxe-Meininguen. No ano seguinte, Carlota viajou até Baden-Baden para tratar os seus problemas de coração, acabando por morrer lá de ataque cardíaco a 1 de Outubro de 1919, aos cinquenta-e-nove anos de idade. Bernardo morreu nove anos depois e foi sepultado ao lado dela no Schloss Altenstein, na Turíngia.

## Análise médica
A maioria dos historiadores acredita que Carlota e Teodora sofriam de porfia, uma doença genética que poderá ter afectado alguns membros da Família Real Britânica, sendo o mais conhecido o rei Jorge III. No seu livro Purple Secret: Genes, 'Madness', and the Royal Houses of Europe, publicado em 1998, o historiador John C. G. Röhl e os geneticistas Martin Warren e David Hunt identificaram Carlota como "uma figura essencial na investigação da mutação de porfia nos descendentes dos Hanôver".
Para encontrar provas para a sua teoria, Röhl analisou as cartas trocadas entre Carlota e o seu médico, assim como a sua correspondência com os pais, enviada ao longo de um período de vinte-e-cinco anos. Descobriu que mesmo quando era ainda uma criança, Carlota tinha sofrido de hiperactividade e indigestão. Durante a adolescência, Carlota adoeceu com o que a sua mãe descreveu como "envenenamento por malária e anemia", seguido de "neuralgia, desmaios e náuseas", algo que Röhl afirma ser "uma lista literária dos sintomas de porfia, várias décadas antes de esta doença ser identificada a nível clínico". Röhl também descobriu sintomas descritos em cartas trocadas entre Carlota e o seu médico Ernst Schweninger, que a tratou durante mais de duas décadas, desde inícios da década de 1890. Nessas cartas, Carlota queixa-se frequentemente de "dores nos dentes e nas costas, insónias, ataques de tonturas, obstipação, dores abdominais 'infrequentes' e extremamente dolorosas, edemas cutâneos e comichões, paralisia parcial das pernas e urina de cor vermelho escura ou laranja". Röhl considera que este sintoma final é "o diagnóstico decisivo da doença".
Na década de 1990, uma equipa liderada por Röhl exumou as campas de Carlota e de Teodora e retirou amostras de cada uma das princesas para análise. Tanto na mãe como na filha, os investigadores encontraram provas de uma mutação relacionada com porfia. Embora a equipa tenha sublinhado que não podiam "dar a certeza absoluta" de que essa mutação foi causada pela doença genética, a sua opinião era de que as duas sofriam da mesma "sem disputa", tendo em conta as provas históricas e biológicas encontradas. Acrescentaram que muitos dos sintomas relatados por Carlota também foram reportados pela sua mãe Vicky, assim como muitos membros da família, incluindo a rainha Vitória. Röhl, Warren, e Hunt concluem "(...) o que mais poderá ter causado os seus terríveis ataques de paralesia, dores abdominais e comichões e, no caso de Carlota, urina vermelha escura?"

## Títulos, formas de tratamento, honras e brasão de armas

### Títulos e formas de tratamento
- 24 de julho de 1860 – 18 de fevereiro de 1878: Sua Alteza Real, a Princesa Carlota da Prússia
- 18 de fevereiro de 1878 – 25 de junho de 1914: Sua Alteza Real, a Princesa-Herdeira de Saxe-Meiningen, Princesa da Prússia
- 25 de junho de 1914 – 1 de outubro de 1919: Sua Alteza Real, a Duquesa de Saxe-Meiningen

### Honras
- Dama da Ordem de Luísa
- Companheira da Ordem da Coroa da Índia[78]

## Genealogia
| Carlota da Prússia | Pai: Frederico III da Alemanha             | Avô paterno: Guilherme I da Alemanha         | Bisavô paterno: Frederico Guilherme III da Prússia                   |
| Carlota da Prússia | Pai: Frederico III da Alemanha             | Avô paterno: Guilherme I da Alemanha         | Bisavó paterna: Luísa de Mecklemburgo-Strelitz                       |
| Carlota da Prússia | Pai: Frederico III da Alemanha             | Avó paterna: Augusta de Saxe-Weimar-Eisenach | Bisavô paterno: Carlos Frederico, Grão-Duque de Saxe-Weimar-Eisenach |
| Carlota da Prússia | Pai: Frederico III da Alemanha             | Avó paterna: Augusta de Saxe-Weimar-Eisenach | Bisavó paterna: Maria Pavlovna da Rússia                             |
| Carlota da Prússia | Mãe: Vitória, Princesa Real do Reino Unido | Avô materno: Vitória do Reino Unido          | Bisavô materno: Eduardo, Duque de Kent e Strathearn                  |
| Carlota da Prússia | Mãe: Vitória, Princesa Real do Reino Unido | Avô materno: Vitória do Reino Unido          | Bisavó materna: Vitória de Saxe-Coburgo-Saalfeld                     |
| Carlota da Prússia | Mãe: Vitória, Princesa Real do Reino Unido | Avó materna: Alberto de Saxe-Coburgo-Gota    | Bisavô materno: Ernesto I, Duque de Saxe-Coburgo-Gota                |
| Carlota da Prússia | Mãe: Vitória, Princesa Real do Reino Unido | Avó materna: Alberto de Saxe-Coburgo-Gota    | Bisavó materna: Luísa de Saxe-Gota-Altemburgo                        |

### Trabalhos citados
- Gelardi, Julia P. (2005). Born to Rule: Five Reigning Consorts, Granddaughters of Queen Victoria. [S.l.]: St. Martin's Press. ISBN 0-312-32423-5
- Hibbert, Christopher (2001). Queen Victoria: A Personal History. [S.l.]: De Capo Press. ISBN 0-306-81085-9
- King, Greg (2007). Twilight of Splendor: The Court of Queen Victoria During Her Diamond Jubilee Year. [S.l.]: John Wiley & Sons. ISBN 978-0-470-04439-1
- MacDonogh, Giles (2000). The Last Kaiser: The Life of Wilhelm II. [S.l.]: St. Martin's Press. ISBN 0-312-30557-5
- Packard, Jerome M. (1998). Victoria's Daughters. [S.l.]: St. Martin's Press. ISBN 0312244967
- Pakula, Hannah (1997). An Uncommon Woman: The Empress Frederick, Daughter of Queen Victoria, Wife of the Crown Prince of Prussia, Mother of Kaiser Wilhelm. [S.l.]: Simon and Schuster. ISBN 0684842165
- Ramm, Agatha (2004). «Victoria, Princess Royal (1840–1901)». Oxford Dictionary of National Biography online ed. Oxford University Press. doi:10.1093/ref:odnb/36653 (Requer Subscrição ou ser sócio da biblioteca pública do Reino Unido.)

- Röhl, John C.G.; Warren, Martin; Hunt, David (1998). Purple Secret: Genes, 'Madness', and the Royal Houses of Europe. [S.l.]: Bantam Press. ISBN 0593041488
- Röhl, John C.G. (1998). Young Wilhelm: The Kaiser's Early Life, 1859–1888. [S.l.]: Cambridge University Press. ISBN 0521497523
- Röhl, John C.G. (2004). Wilhelm II: The Kaiser's Personal Monarchy, 1888–1900. [S.l.]: Cambridge University Press. ISBN 978-0521819206
- Röhl, John C.G. (2014). Kaiser Wilhelm II: A Concise Life. [S.l.]: Cambridge University Press. ISBN 978-1107072251
- Rushton, Alan R. (2008). Royal Maladies: Inherited Diseases in the Ruling Houses of Europe. [S.l.]: Trafford Publishing. ISBN 978-1425168100
- Van der Kiste, John (1999). Kaiser Wilhelm II: Germany's Last Emperor. [S.l.]: The History Press. ISBN 978-0752499284
- Van der Kiste, John (2001). Dearest Vicky, Darling Fritz: Queen Victoria's Eldest Daughter and the German Emperor. [S.l.]: Sutton Publishing. ISBN 0-750-93052-7
- Van der Kiste, John (2012). Charlotte and Feodora: A Troubled Mother-Daughter Relationship in Imperial Germany Kindle ed. [S.l.: s.n.] ASIN B0136DZ71E
- Vovk, Justin C. (2012). Imperial Requiem: Four Royal Women and the Fall of the Age of Empires. [S.l.]: iUniverse. ISBN 978-1-4759-1749-9

### Outras leituras
- Blankart, Michaela (2013). «Charlotte Prinzessin von Preussen». Preussen.de (em alemão). House of Hohenzollern. Consultado em 11 de janeiro de 2016
- Van der Kiste, John (2015). Prussian Princesses: The Sisters of Kaiser Wilhelm II. [S.l.]: Fonthill Media. ISBN 1781554358